# Obadi
Obadi (cyr. Обади) – wieś w Bośni i Hercegowinie, w Republice Serbskiej, w gminie Srebrenica. W 2013 roku liczyła 165 mieszkańców.